# Kanoor, Sindhnur
Kanoor là một làng thuộc tehsil Sindhnur, huyện Raichur, bang Karnataka, Ấn Độ.